# Miocardio hibernado
El miocardio hibernado es un trastorno en el corazón que ocurre por una situación de isquemia severa crónica, por estenosis de una arteria coronaria por aterosclerosis. En esa situación, el miocardio reacciona disminuyendo sus necesidades metabólicas al mínimo, sin contraerse pero manteniéndose aún viable (no necrótico).
No se debe confundir con miocardio aturdido, trastorno en el que el corazón deja de contraerse por una situación de isquemia transitoria, por una situación aguda, como un infarto agudo de miocardio.